# Joseph Zedner
Joseph Zedner (Głogów, 10 febbraio 1804 – Berlino, 10 ottobre 1871) è stato un bibliografo e bibliotecario tedesco di famiglia ebraica.

## Biografia
Completati gli studi, iniziò a insegnare nella scuola ebraica di Strelitz, dove il lessicografo Daniel Sanders fu uno dei suoi allievi. Nel 1832 divenne tutore nella famiglia del libraio A. Asher di Berlino, che successivamente lo coinvolse nell'attività bibliofila, nella quale non ebbe successo.
Nel 1845, accettò la posizione di bibliotecario della sezione di ebraistica del British Museum di Londra, occupandosi di catalogare la collezione di libri di Heimann J. Michael, che l'istituto inglese aveva acquisito ad Amburgo poco tempo prima.
Ricoprì tale carica fino al 1869, quando le precarie condizioni di salute lo obbligarono a rassegnare le dimissioni. Trascorse  gli ultimi due anni della sua vita a Berlino, dove morì il 10 ottobre 1871.
Contribuì all'edizione di Asher dei Travels of Benjamin of Tudela, pubblicato a Londra nel 1840. Inoltre, scrisse poemi inerenti due collezioni di ritratti (Ehret die Frauen e Eldsteine und Perlen, pubblicati rispettivamente nel 1836 e nel 1845. Durante il periodo londinese, diede alle stampe il commentario del rabbino Ibn Ezra riguardo  al Libro di Ester, per il quale scrisse una prefazione intitolata in ebraico Wa-Yosef Abraham.